# Jorge Arango Romero
Jorge Arango Romero nació en Camagüey, Cuba, el 4 de julio de 1953 y falleció el 4 de febrero de 2021 en Miami, Florida, USA. Desde 1976 a 1981 cursó estudios en el Instituto Superior de Arte (ISA), La Habana, CUBA.
En 1983 pasó el Postgrado de escultura en mármol y piedra. Istituto Pietro Tacca, Carrara, ITALIA.
Fue profesor de la Escuela Nacional de Artes Plásticas “San Alejandro” de La Habana y profesor del Instituto Superior de Arte (ISA), La Habana.

## Exposiciones individuales
- En los años 80 se presentó en la exposición personal, "Esculturas, Alcides Miguel Rivera y Jorge Arango" Centro Provincial de Artes Plásticas y Diseño, La Habana.
- En 1989 en Esculturas de Marta Valdivia y Jorge Arango. Galería de Arte, Matanzas, Cuba.

## Exposiciones colectivas
- En 1975 participó en la exposición colectiva "XIII Aniversario de la Escuela Nacional de Arte, Exposición de Artes Plásticas, Alumnos y Graduados"
- En 1995 "Children Without A Country" (Willy Chirino Foundation Project). Fredrick Snitzer Gallery, Coral Gables, Florida, Estados Unidos.

## Obras en colección
Su principal colección se encuentra en el Museo Nacional de Bellas Artes, La Habana, Cuba.
- Datos: Q5492030